# Henry Teigan

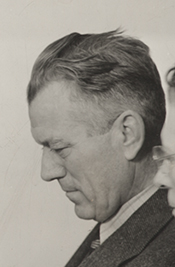
Henry Teigan

Henry George Teigan (* 7. August 1881 in Forest City, Winnebago County, Iowa; † 12. März 1941 in Minneapolis, Minnesota) war ein US-amerikanischer Politiker. Zwischen 1937 und 1939 vertrat er den Bundesstaat Minnesota im US-Repräsentantenhaus.

## Werdegang
Henry Teigan besuchte die öffentlichen Schulen seiner Heimat und danach die Luther Academy in Albert Lea (Minnesota) sowie das Central College in Pella (Iowa). Anschließend studierte er bis 1908 an der Valparaiso University in Indiana. Zwischen 1900 und 1913 unterrichtete er als Lehrer an verschiedenen Schulen in Iowa und North Dakota.
Teigan wurde Mitglied der Socialist Party und war von 1913 bis 1916 als Sekretär im Vorstand der Partei in North Dakota. Im Jahr 1917 zog er nach Minneapolis. Dort wurde er Mitglied der Nonpartisan League, als deren Sekretär er bis 1923 fungierte. Zwischen 1923 und 1925 gehörte Henry Teigan zum Stab des US-Senators Magnus Johnson. Von 1923 bis 1933 war Teigan auch als Journalist und Zeitungsherausgeber tätig. Inzwischen war er Mitglied der 1918 gegründeten Farmer-Labor Party. Diese Partei setzte sich für die Rechte der Farmer und Arbeiter ein und fusionierte im Jahr 1944 mit der Demokratischen Partei. Seither heißt die neue Partei in Minnesota Democratic-Farmer-Labor Party.
Zwischen 1933 und 1935 saß Teigan im Senat von Minnesota. Bei den Kongresswahlen des Jahres 1936 wurde er im dritten Wahlbezirk von Minnesota in das US-Repräsentantenhaus in Washington, D.C. gewählt. Dort trat er am 3. Januar 1937 die Nachfolge von Ernest Lundeen an. Da er bei den Wahlen des Jahres 1938 dem Republikaner John G. Alexander unterlag, konnte er bis zum 3. Januar 1939 nur eine Legislaturperiode im Kongress absolvieren. In dieser Zeit wurden dort weitere New-Deal-Gesetze der Bundesregierung unter Präsident Franklin D. Roosevelt verabschiedet.
Im Jahr 1940 bewarb sich Teigan erfolglos um die Rückkehr in den Kongress. Bis zu seinem Tod arbeitete er in Minneapolis als Journalist und Herausgeber. Henry Teigan starb am 12. März 1941 in Minneapolis und wurde dort auch beigesetzt.